# Dzhanokmenia
Dzhanokmenia is een geslacht van vliesvleugeligen uit de familie Eulophidae. De wetenschappelijke naam van dit geslacht is voor het eerst geldig gepubliceerd in 1977 door Kostjukov.

## Soorten
Het geslacht Dzhanokmenia omvat de volgende soorten:
- Dzhanokmenia antonovae (Kostjukov, 1978)
- Dzhanokmenia bibikovae (Dzhanokmen, 1971)
- Dzhanokmenia demakovi (Kostjukov, 1978)
- Dzhanokmenia kozlovi (Kostjukov, 1984)
- Dzhanokmenia kurdjumovi (Kostjukov, 1978)
- Dzhanokmenia nikolskajae (Kostjukov, 1984)
- Dzhanokmenia zadepskyi (Kostjukov, 1984)